# Brennkogel
Brennkogel är en bergstopp i Österrike. Den ligger i distriktet Zell am See och förbundslandet Salzburg, i den centrala delen av landet. Toppen på Brennkogel är 3 018 meter över havet, eller 192 meter över den omgivande terrängen.
Den högsta punkten i närheten är Grossglockner, 3 798 meter över havet, 9,7 km väster om Brennkogel.
Trakten runt Brennkogel består i huvudsak av kala bergstoppar och alpin tundra.